# Seteira

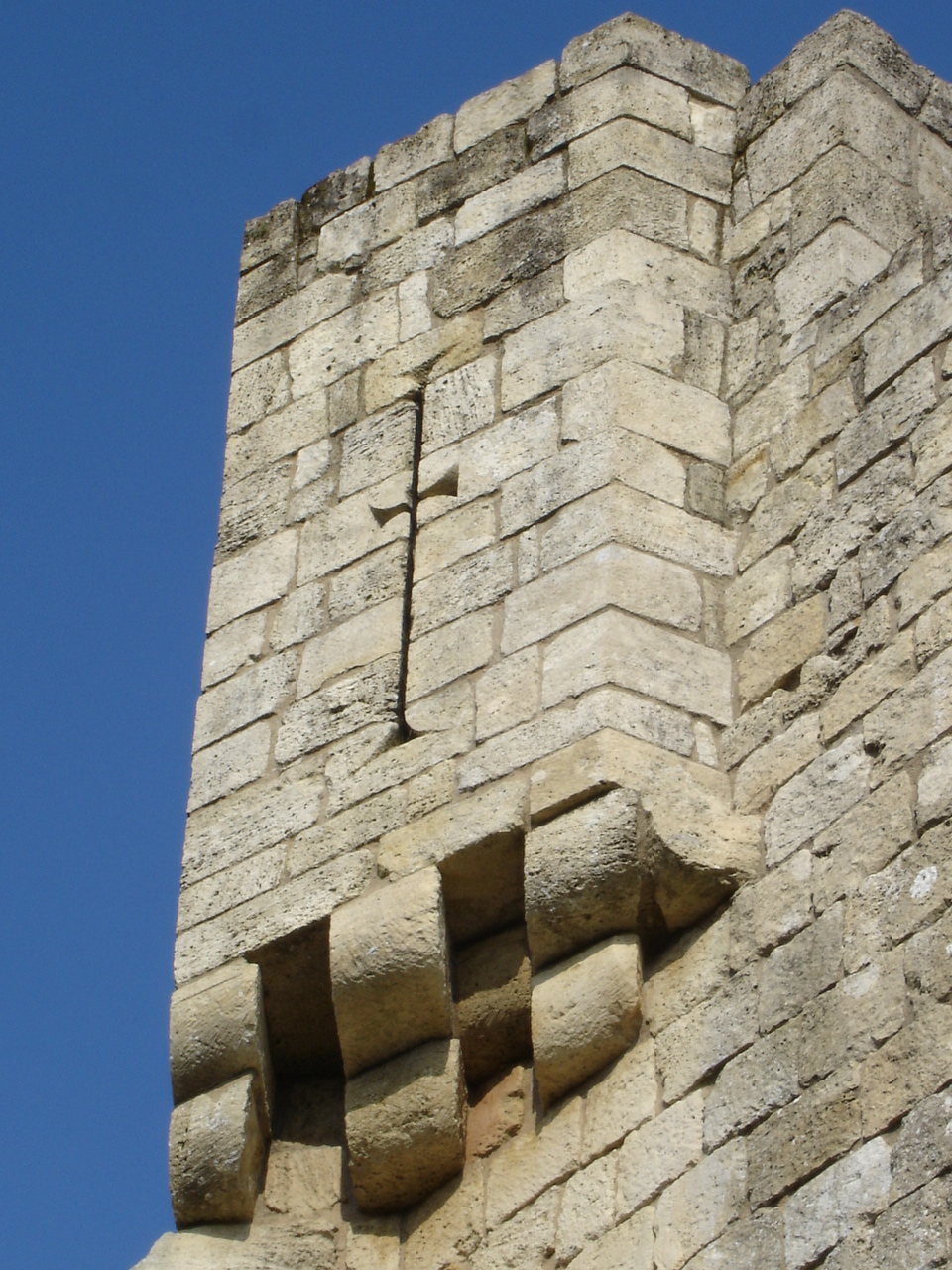
Balcão com seteira cruzetada (Castelo de Rauzan, França).

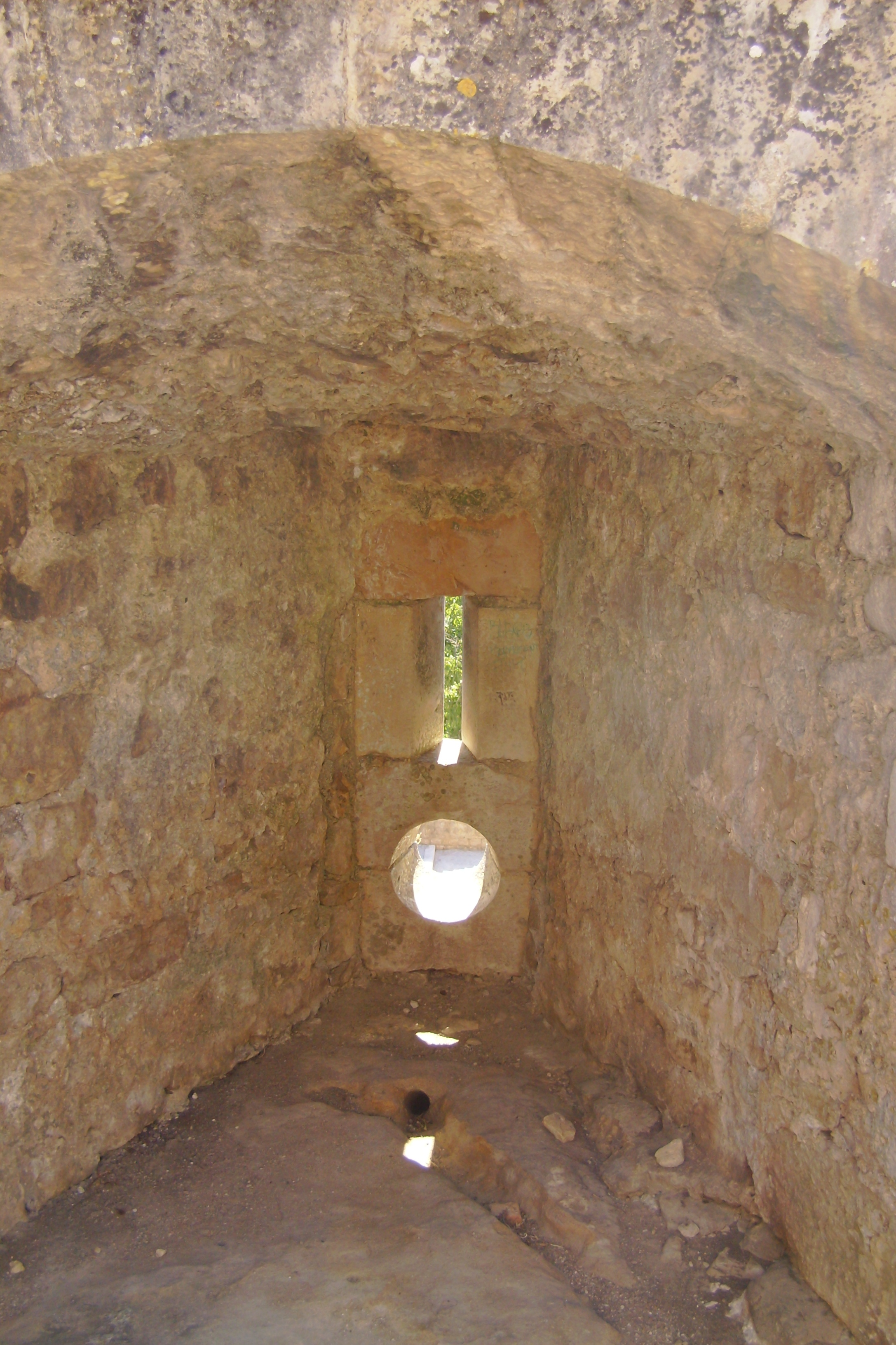
Seteira com troneira (Castelo de Penela, Portugal).

Uma seteira, em arquitectura militar, é uma abertura ou um rebaixamento na muralha, que em sua primitiva concepção permitia aos defensores (arqueiros, besteiros) lançar flechas;
Bastante empregada na arquitetura medieval, pode ser descrita como um vão na alvenaria na forma de uma faixa vertical, cuja altura corresponde a aproximadamente cinco vezes a sua largura. Em geral, possui peitoril de aproximadamente trinta centímetros e o seu topo dista aproximadamente trinta centímetros do teto.
Conforme o período construtivo e a sua região pode ser simples ou cruzetada. Com a introdução das armas de fogo, a partir do século XIV, algumas apresentam adaptação para tiros de arcabuz, mosquete ou pequenos canhões. Os vãos circulares abertos para essas primitivas peças de artilharia são chamados troneiras.